# Til-Châtel
Til-Châtel é uma comuna francesa na região administrativa da Borgonha-Franco-Condado, no departamento [[Côte-d'Or]]. Estende-se por uma área de 26,48 km². Em 2010 a comuna tinha 1 139 habitantes (densidade: 43 hab./km²).